# 短頸蘚
短頸蘚（学名：Diphyscium foliosum）为短頸蘚科短頸蘚屬下的一个种。